# Покровский собор (Казань)
Собор явления Казанской иконы Пресвятой Богородицы (Покро́вский собо́р) — старообрядческий православный храм в Казани, кафедральный собор Казанско-Вятской епархии Русской Православной Старообрядческой Церкви (РПСЦ). Один из двух храмов РПСЦ в городе (наряду с расположенным поблизости храмом Казанской иконы Божией Матери).
Пятиглавый храм, выстроенный в духе национального романтизма, типичном для православных храмов начала XX века. Освящён в сентябре 1909 года.

## История

### Дореволюционный период
Казанские старообрядцы белокриницкого согласия, принадлежавшие к Древлеправославной Церкви Христовой, получили возможность построить в городе свой храм только после издания 17 апреля 1905 года манифеста императора Николая II «Об укреплении начал веротерпимости».
В ноябре 1906 года был открыт подписной лист пожертвований на строительство храма. Средства на его строительство жертвовали десятки казанских и московских купцов. Храм был заложен в июле 1907 года. Строительством храма руководили два казанских старообрядческих священника — Пётр Данилович Залетов и Алексей Иванович Калягин.

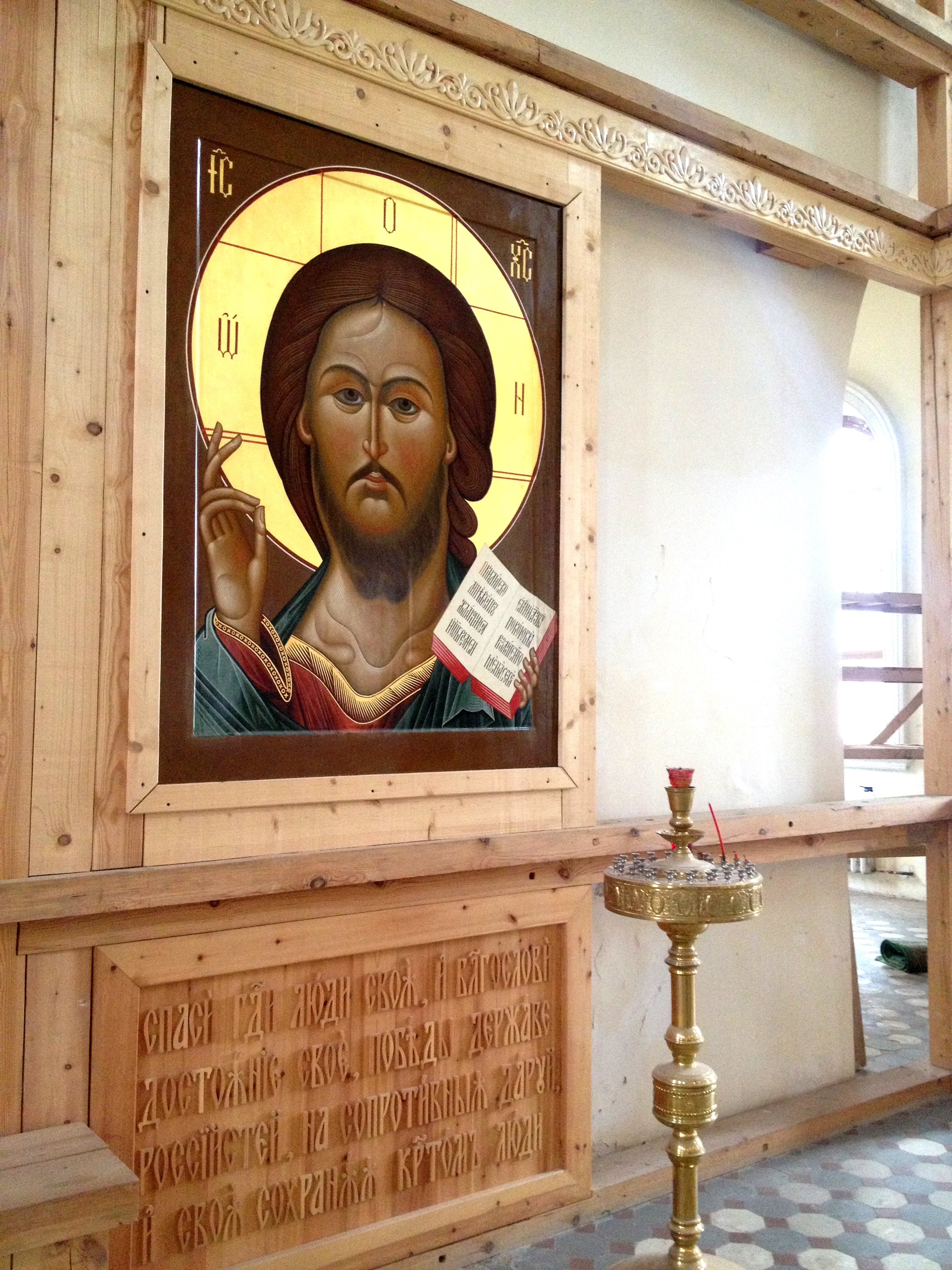
Фрагмент иконостаса (2014 год)

6 сентября 1909 года (по старому стилю) храм был освящён «во имя Покрова Пресвятой Богородицы и славного явления чудотворной иконы Ее во граде Казани» (впоследствии его обычно называли храмом Пресвятой Богородицы).
В храме под приделом были погребены епископ Казанско-Вятский Иоасаф (И. П. Зеленкин) (скончался в марте 1912 года) и о. П. Д. Залетов (сентябрь 1917 года). Обнаружить место их погребения удалось только в 2016 году.
А. И. Калягин служил в Покровском храме с момента его строительства вплоть до закрытия в советское время.

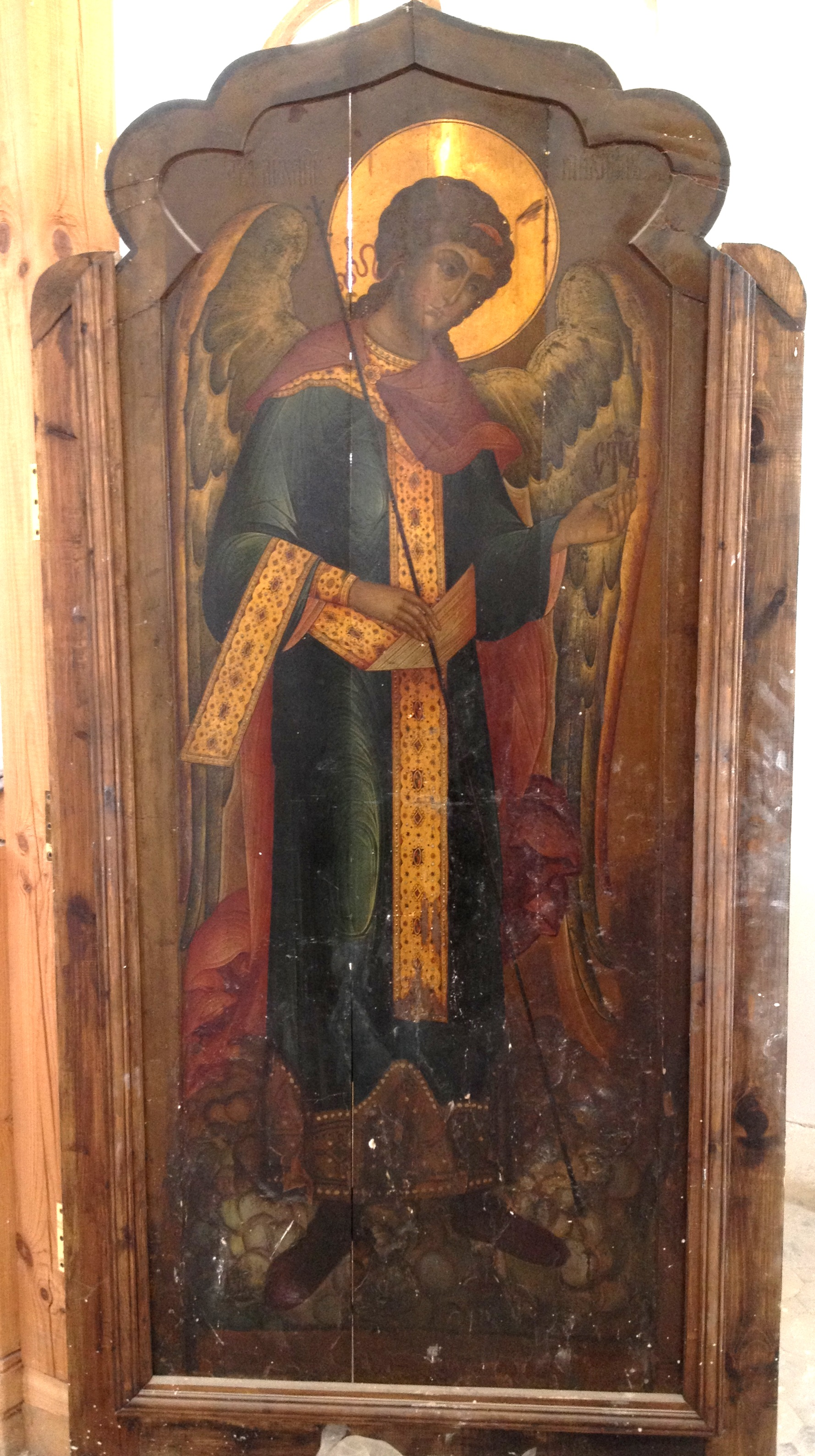
Створка врат в одном из приделов собора

### В советское время
В мае 1922 года Комиссия по фактическому изъятию церковных ценностей конфисковала из Покровского собора (в актах храм именуется церковью во имя Казанской Божьей Матери) более двух пудов серебра в виде окладов с икон, кадил, сосудов, монет и т. д. Через несколько лет храм был закрыт.
Позднее храм был передан Центральному государственному архиву ТАССР: здесь размещались документы отдела дореволюционных фондов. Во время Великой Отечественной войны в нём была также размещена часть эвакуированных в Казань архивов. По воспоминаниям Василия Кириллова, все здание было заставлено стеллажами с эвакуированными в Казань документами, а сам храм представлял собой закрытое место, обнесенное со всех сторон бетонным забором.

### Возвращение собора старообрядческой общине
Постановлением Кабинета министров Республики Татарстан № 642 от 1 августа 1996 года «О передаче памятника архитектуры республиканского (Республика Татарстан) значения — здания Покровской Старообрядческой церкви (г. Казань, ул. Старая, 17)» церковь (собор) была передана «в пользования зарегистрированному религиозному обществу старообрядцев Белокриницкого согласия» «для удовлетворения религиозных потребностей верующих».
В 1997 году была восстановлена Казанско-Вятская епархия РПСЦ. Покровский храм стал кафедральным, началась его постепенная реставрация.
Епископ Казанско-Вятский Андриан (Четвергов) решил создать музей при храме. По словам протоиерея Геннадия Четвергова: «Мы с ним обсуждали, что досадно, что только мы видим такие редкие иконы и книги. Хотелось поделиться, показать их людям, чтобы они могли посмотреть и почувствовать благодать, которая исходит от всех этих церковных святынь».
Из-за незавершённости реставрационных работ в конце 2009 года не удалось провести в этом храме Освящённый Собор.
6 декабря 2016 года перед Покровским собором открыт памятник митрополиту Андриану (Четвергову), выполненный коллективом группы компаний «Ирэк» (ведущий скульптор — М. В. Баскаков, архитекторы — К. В. Ашихмин и А. В. Шипунов).
В декабре 2020 года в здании кафедрального собора состоялось открытие музея истории старообрядчества, над проектом которого работали специалисты из Москвы, Санкт-Петербурга, Татарстана и в экспозиции которого отражена история раскола Русской церкви и возникновения старообрядческих храмов в Казани, представлены богослужебные книги, материалы о купцах-старообрядцах и меценатах Казанской губернии.

## Галерея

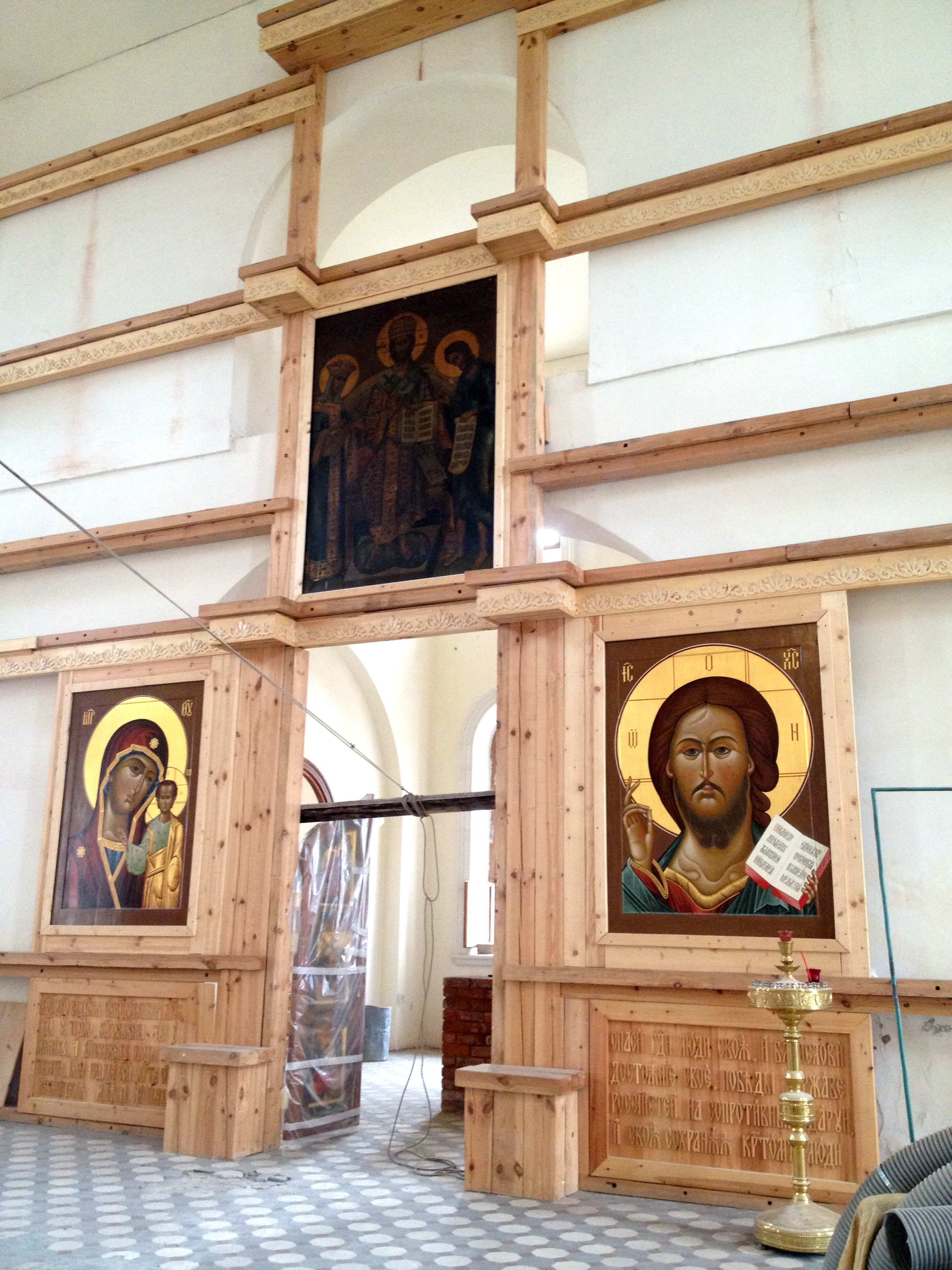
Ремонтно-реставрационные работы в соборе (2014 год)
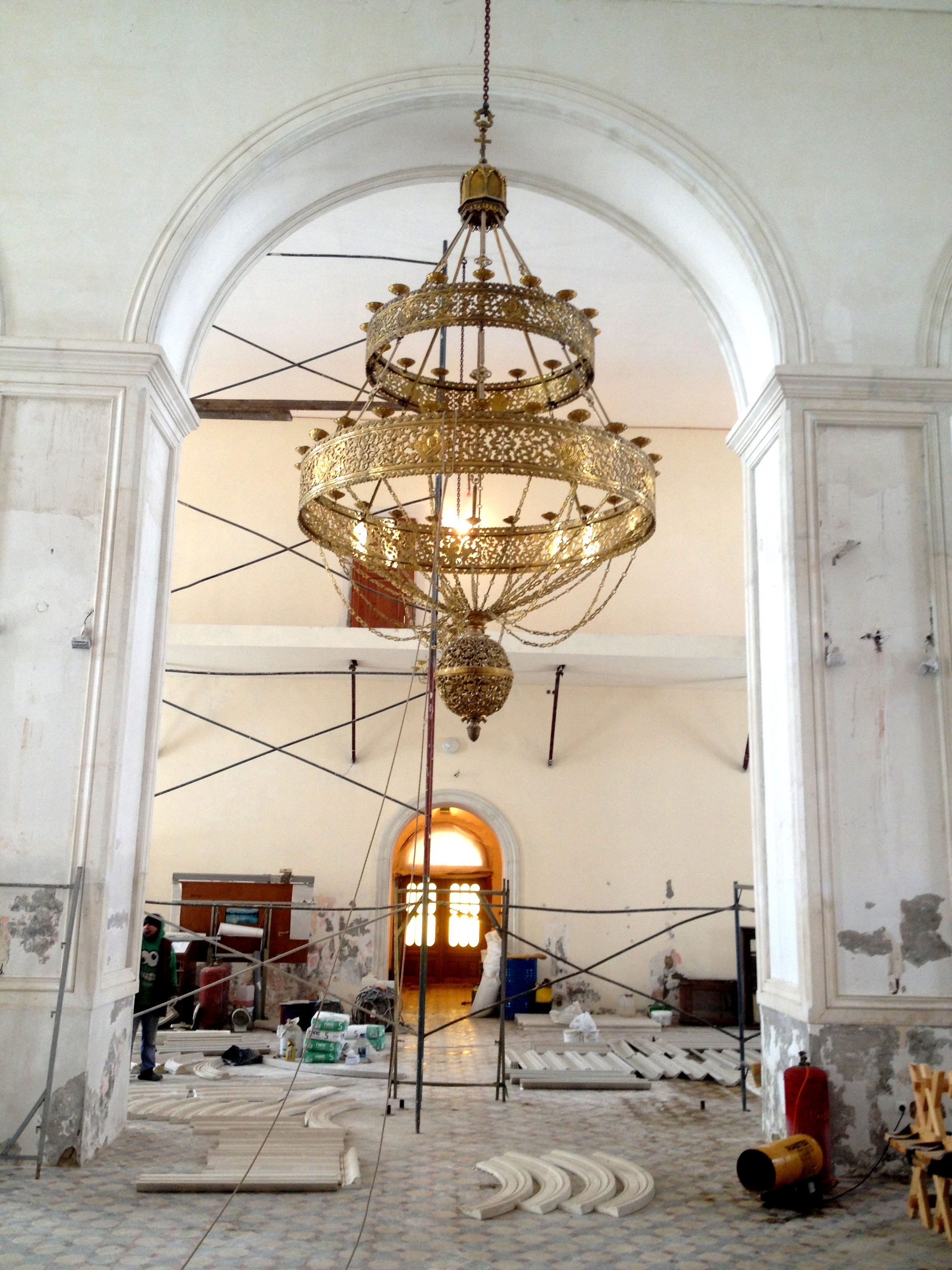
Ремонтно-реставрационные работы в соборе (2015 год)
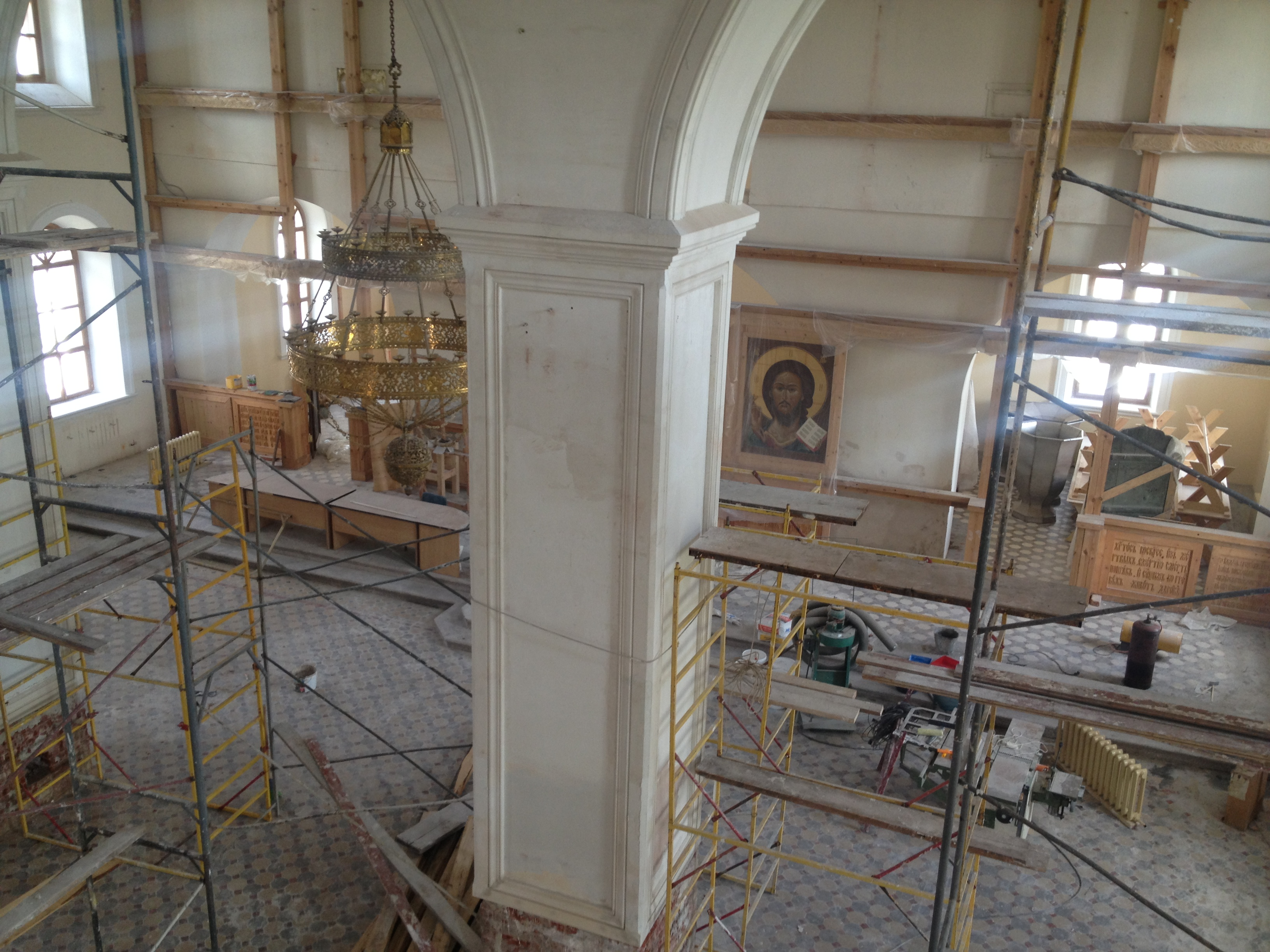
Ремонтно-реставрационные работы в соборе (2015 год)